# Rode annalen
De Rode annalen is een Tibetaans historisch geschrift dat vanaf 1346 werd samengesteld door de vorst Tsalpa Künga Dorje over de Centraal-Tibetaanse regio Tshal Gungthang. Het geschrift geeft de geschiedenis van de wereld weer vanuit het oogpunt van deze vorst.
In 1346 begon Dorje aan het opstellen van de Rode annalen, die hij zelf niet de Tibetaanse titel Deb-ther dmar-po, maar de Mongoolse titel Hu-lan deb-ther gaf. Na zijn aftreden werkte hij hieraan verder en voltooide het in 1363.
Tot de hoofdlanden van deze wereld telden India, Mongolië, Tangoetenrijk, China en Tibet; aan Tibet is een groot deel van dit geschiedkundige werk gewijd. Vanwege de inbedding van de geschiedenis van Tibet in de voorstelling van een geschiedenis van de wereld zoals die toen bekend was, markeerde dit werk een omslagpunt in de geschiedschrijving van de Tibetaanse middeleeuwen.

## Inhoud
Het eerste hoofdgedeelte van de Rode annalen begint met een weergave van de genealogie van de mythische Indische koningen die via historische Indiase koningen teruggaat tot de levensgeschiedenis van de historische Gautama Boeddha. In de aansluitende uiteenzettingen van de geschiedenis van China is een eigen omvangrijk hoofdstuk van de politieke betekenis tussen China en Tibet tijdens de Tang-dynastie gewijd.
Op de beschrijving van de geschiedenis van de heersers van het Tangoeten en de Mongolen volgt de geschiedenis van de Yarlung-dynastie. Het eerste hoofddeel eindigt met de beschrijving van de geschiedenis van de eerste troonhouder van de sakya, de sakya trizin en diens regent tijdens de Yuan-dynastie.
Het tweede en meest omvangrijke deel van de Rode annalen behandelt de uitbreiding van het boeddhisme in Tibet aan het begin van het 2e millennium en daarmee in feite de scholen kadampa en kagyüpa.

## Betekenis
De Rode annalen geldt als een belangrijk historisch werk dat meerdere Tibetaanse schrijvers inspireerde tot werken met vergelijkbare titels:
- Zo schreef Gö Lotsawa vanuit oecumenisch perspectief in 1476 de Blauwe annalen over het uiteenvallen van het Tibetaans boeddhisme in Tibet, in verschillende sektarische tradities.
- In 1538 schreef de abt van Ganden, Pänchen Sönam Dragpa (1478-1554), de Nieuwe rode annalen die een voortzetting waren van de Rode annalen en voor een deel de geschiedenis van het Chinees Keizerrijk, India en Shambhala beschreven.
- Gendün Chöpel beschreef in de eerste helft van de 20e eeuw in de Witte annalen de geschiedenis van Tibet op basis van manuscripten van Dunhuang.